# إيدي كرنسيفيتش
إيدي كرنسيفيتش (بالإنجليزية: Eddie Krnčević)‏ (14 أغسطس 1960 بغيلونغ في أستراليا - ) هو مدرب كرة قدم ولاعب كرة قدم أسترالي في مركز الهجوم. شارك مع منتخب أستراليا تحت 20 سنة لكرة القدم ومنتخب أستراليا لكرة القدم. أما مع النوادي، فقد لعب مع سيركل بروج وماركوني ستاليونز ونادي دويسبورغ ونادي دينامو زغرب ونادي رويال أندرلخت ونادي رويال شارلروا ونادي سيدني يونايتد 58 ونادي لييج ونادي ميلوز وFalcons 2000 SC ‏ وS.C. Eendracht Aalst ‏ وMelbourne Knights FC ‏.

## وصلات خارجية
- إيدي كرنسيفيتش على موقع قاعدة بيانات كرة القدم.إي يو (الإنجليزية)
- إيدي كرنسيفيتش على موقع ناشيونال فوتبول تيمز (الإنجليزية)
- إيدي كرنسيفيتش على موقع عالم كرة القدم.نت (الإنجليزية)